# Paraoóforo

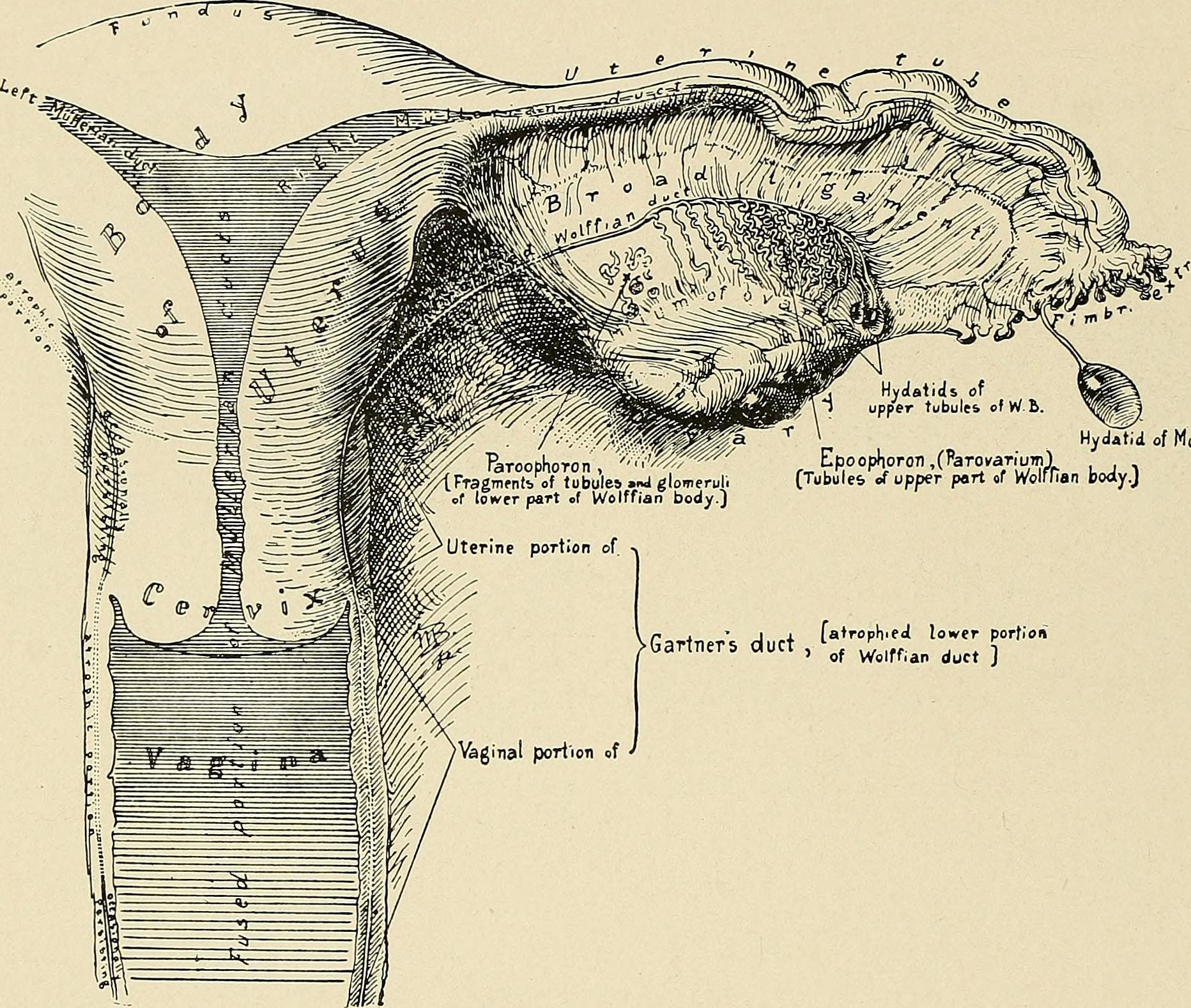

São um conjunto de vesículas obliteradas por serem restos embrionários, que se encontram no Mesosalpinge, por debaixo do Istmo das Tubas Uterinas.